# Текикуентла (Мазатекочко де Хосе Марија Морелос)
Текикуентла (шп. Tequicuentla) насеље је у Мексику у савезној држави Тласкала у општини Мазатекочко де Хосе Марија Морелос. Насеље се налази на надморској висини од 2380 м.

## Становништво
Према подацима из 2005. године у насељу је живело 10 становника.

### Хронологија
| Година       | 2005 |
| ------------ | ---- |
| Становништво | 10   |

### Попис
| # | Индикатор                        | Вредност |
| - | -------------------------------- | -------- |
| 1 | Укупно појединачних домаћинстава | 2        |